# تجمعات محافظة إدلب السكانية
محافظة إدلب رابع محافظات سوريا من حيث عدد السكان بتعداد قدره (1,997,000) نسمة يشكلون ما نسبته 8.4% من إجمالي تعداد سكان سوريا ، 
تعد مدينة إدلب أكبر تجمّع سكانيّ في المحافظة بتعداد قدره (98,791) نسمة، تليها مدن: معرة النعمان بتعداد قدره (58,008) نسمة وجسر الشغور بتعداد قدره (39,917) نسمة وأريحا بتعداد قدره (39,501) نسمة وخان شيخون بتعداد قدره (34,371) نسمة 
، بلغ تعداد التجمّعات السكانيّة في محافظة إدلب العام 2004 أكثر من 470 تجمّع سكنيّ ما بين مدينة وبلدة وبلديّة وحي وقرية ومزرعة.

## تجمعات محافظة إدلب السكانية

### منطقة إدلب
- ناحية مركز إدلب: عقربات، عرشاني، عين شيب، فيلون، إدلب، كفروحين، الكريز، مرتين، المسطومة، النيرب، عرى الشمالية، قميناس، سيجر (بقسمتة)، تب عيسى (شرقية وغربية).
- ناحية أبو الظهور: أبو الظهور، البليصة، البراغيثي، باريسا، زفر الكبير، بصرى (زفر الصغير)، حرملة، حميمات الداير، الحسينية (تل كلبة)، جلاس، جديدة أبو الظهور، المشيرفة، المستريحة، رأس العين، رسم عابد، تل الأغر، تل فخار، تل سلمو، تل سلطان، تل طوقان، تلجينة، تلخطرة، طواحينة، طويل الشيخ، التويم، طويلة.
- ناحية بنش: بنش، الفوعة، طعوم.
- ناحية سراقب: أبو الخوص، أفس، آجز، أنقراتي، بجفاص، بويطي، داديخ، جوباس، كفر بطيخ، كفر عميم، خان السبل، خواري، لوف، معردبسي، محاريم، مرديخ، الرصافة، ريان، سلامين، سان، سراقب، شيخ إدريس، تل كراتين، ترنبة.
- ناحية تفتناز: كتيان، معارة النعسان (معارة الحاسكي)، شللخ، طلحية، تفتناز.
- ناحية معرتمصرين: باتنته، بحوري، حرنبوش، حزانو، الكفر (كفر يحمول)، كفر جالس، كفر نبي، كفريا، كفتين، كللي، معر تمصرين، معارة الإخوان، مورين، رام حمدان، تلتونة، زردنا (مشهد).
- ناحية سرمين: سرمين.

### منطقة معرة النعمان
- ناحية مركز معرة النعمان: أبو مكي، بابيلا، البرسة، بسيدا، الدانا، دير شرقي، الغدقة، الهلبة، حنتوتين، حران، الهرتمية، حزان، الحراكي، جرادة، جرجناز، الكنايس، كفرومة، كويرس، معر شمارين، معر شمشة، معرشورين، معصران، معرة النعمان، قراطي، سمكة، الصرمان، تل دبس، تل كرسيان، تلمنس، ظهرة تلمنس، تقانة، دير الغربي.
- ناحية خان شيخون: عابدين، بعربو، الهبيط، كفر عين، خان شيخون، النقير، القصابية، أم زيتونة.
- ناحية سنجار: أبو شرجي، أبو العليج، باشكون، كراتين الكبير، البرج، برنان، الدريبية، الدوادية، لويبدة شرقية، اعجاز، فحيل جلاس، فروان، غزيلة، حلبان، حوا، الحيصة، الجابرية، الجهمان، جب القصب، كفريا المعرة، كرسنتي، خيرية، خوين الشعر، خيارة، كراتين صغير، خيرية صغيرة، مغارة ميرزا، المكسر، مردغانة (برتقالة)، المريجب، مريجب المشهد، المتوسطة، نباز، لويبدة شمالية، العوجة، قصر الأبيض، قطرة، ربيعة برنان، ربيعة موسى، رسم العبد، سنجار، صريع، الصيادي، صراع، الشعرة (شعرة العجائز)، الشيخ بركة، أم مويلات جنوبية، الصقيعة، تل دم، تل العوجة، تل حلاوة، تلعمارة، ثليجة، أم صهريج، أم تيني، سرجة غربية، سرجة شرقية.
- ناحية كفر نبل: بسقلا، دارة الكبيرة، الفقيع، فليفل، فطيرة، حاس، حزارين، جبالا، كفر موسى، كفر نبل، كفر عويد، كرسعة، كوكبة، لويبدة، معرتحرمة، معرتماتر، معر تصين، معرزيتا، الملاجة، راشا الشمالية، قوقفين، سفوهن، الشيخ مصطفى، شورلين، ترملا، أم نير.
- ناحية التمانعة: أبو دالي، أبو عمر، خوين الكبير، البريصة، الدجاج، الفرجة، الحمدانية، المشرف (رجم المشرف)، مشيرفة قبلية، النيحة، مشيرفة شمالية، قليعات الطوبية، الرفة، الرويضة، سحال، شطيب، سكيك، تل خنزير، تل مرق، الطامة، التمانعة، أم الخلاخيل، أم جلال.
- ناحية حيش: أبو حبة، العامرية، العامودية، أرمنايا، بابولين، حيش، كفرباسين، كفرسجنة، معر حطاط، معيصرونة، موقة، ركايا سجنة، صهيان، الشيخ دامس، التح، تحتايا، الصالحية، جبالا الشرقية.

### منطقة حارم
- ناحية مركز حارم: عريبا، بسنيا، حارم، كفرحوم، كفر مو، ميرا سحاق.
- ناحية الدانا: عقربات، أطمة، برج النمرة، الدانا، دير حسان (درحشان)، حرزة، كفردريان، قاح، سرمدا، صلوة، تل الكرامة، ترمانين، تلعادة.
- ناحية سلقين: أبو طلحة، العلاني، عزمارين، بتيا، حير جاموس كبير، بوزانطي، دلبيا، عين البكارة، إسقاط، الفوزية، الحمزية، كفرنة، كفر هند، كفرحات جلاد، حير جاموس صغير، السعيدية، سلقين، تلعمار، التلول، الشيوخ.
- ناحية كفر تخاريم: عبريتا، بشندلايا (رشادية)، حلة، جدعين، كفر كيلا، كفر مارس، كفر تخاريم، كوكو (عين الجاج)، تلتيتا.
- ناحية قورقينا: بنابل، باريشا، بوز غاز، حتان، كفر عروق، معراة الشلف، قلب لوزة، قورقانيا، ربعيتا، رضوة، رأس الحصن، سردين، طورلاها.
- ناحية أرمناز: أرمناز، بسليا، بيرة ارمناز، الدويلة، الغفر، حفسرجة، كبتة، كوارو (أم الرياح)، ملس، القنيطرة، الشيخ يوسف، حاج جمعة.

### منطقة جسر الشغور
- ناحية مركز جسر الشغور: العالية، بلميس، بكفلا، البشرية (بللو)، بطيباط، بزيت، الدغالي، المرج الأخضر الشرقي، عين الحمراء، عين السودة، إشتبرق، الفريكة، غانية، الغسانية، حللوز، الحسينية، جنة القرى، جسر الشغور، الكفير، كنيسة نخلة، المعلقة (بشلامون)، مرج الزهور، المطلة، المنطار، المشيرفة، القيسية، الروضة، سبيلة، الصالحية، سلي، السكرية، تل أعور، تل حمكي، أم الغار، أم الريش، شيخ سنديان فوقاني، شغور فوقاني، وطبة، المرج الأخضر الغربي، العرين، شغور تحتاني.
- ناحية بداما: أرملا، بداما، بكسريا، عين البيضا، حنبوشية، خربة الجوز، الكندة، مرعند، الناجية، الرملية، الشاتورية، تفاحية، اليونسية، شيخ سنديان تحتاني.
- ناحية دركوش: عامود، العدنانية (فرجين)، دركوش، دير عثمان، الدرية، الغزالة (مغيدلة)، الجميلية، المطلة (بطلايا)، المعزولة، مريمين، الرمادية، السعدية (بسندتيا)، السوادية (نبهان)، الشيخ عيسى العاشوري، الظهر، طورين، الزهراء (خربة عامود)، الزنبقي، زرزور.
- ناحية الجانودية، آذار، الفوز (الزوف، الحمامة (كفر دبين)، الحسانية (هتيا)، الجانودية، جديدة الجسر، الملند، المضيئة (لوكسين)، الناصرة، القادرية (قيقون)، القنية، الطيبة (كترين)، اليعقوبية.

### منطقة أريحا
- ناحية مركز أريحا: أبقللي، أريحا، باب الله، بنين، بزابور، برجهاب، أبنة، كفر شلايا، كفرزيبا، كفرلاته، كورين، معربليت، معرزاف، مجدليا، منطف، معترم، مصيبين، نحلة، نحليا، أورم الجوز، سرجة، شنان، الظاهرية، البدرية.
- ناحية إحسم: أبديتا، أبلين، أرنبة، بلشون، بليون، البارة، بسامس، دير سنبل، إحسم، عين لاروز، فركيا، جوزف، كفر حايا، كنصفرة، المغارة، معراتة، مرعيان، الموزرة، الرامي.
- ناحية محمبل: أنب، بالس، بقليد، بيدر شمسو، بفطامون، بسنقول، حيلا، حلول، حميمات، جدرايا، كفرميد، الكنيسة، المطلة، محمبل، اللج الشمالي، عرى القبلي (عدوان)، الصحن، صراريف، شاغوريت، السد، المرج.

## قائمة المدن والبلدات
| الترتيب | اسم المدينة  | الناحية                 | السكان  |
| ------- | ------------ | ----------------------- | ------- |
| 1       | إدلب         | ناحية مركز إدلب         | 165,000 |
| 2       | معرة النعمان | ناحية مركز معرة النعمان | 84,000  |
| 3       | معرتمصرين    | ناحية معرتمصرين         | 57,000  |
| 4       | خان شيخون    | ناحية خان شيخون         | 55,000  |
| 5       | جسر الشغور   | ناحية مركز جسر الشغور   | 45,000  |
| 6       | أريحا        | ناحية مركز أريحا        | 42,000  |
| 7       | سراقب        | ناحية سراقب             | 33,000  |
| 8       | الجانودية    | ناحية الجانودية         | 27,000  |
| 9       | سلقين        | ناحية سلقين             | 24,000  |
| 10      | حيش          | ناحية حيش               | 21,000  |
| 11      | التمانعة     | ناحية التمانعة          | 20,500  |

## وصلات خارجية
- وزارة الإدارة المحليّة السوريّة
- المركز الإحصائي السوري